# Alphonse Colle
Pour les articles homonymes, voir colle (homonymie).
Alphonse Théodore Charles Colle né le 19 mai 1857 à Charleville et mort le 28 décembre 1935 à Paris (16e arrondissement)est un sculpteur français.

## Biographie
Élève d'Aristide Croisy, Alphonse Colle est le fils d'un ancien ingénieur en chef des ponts et chaussées du département. Il épouse Lucie Jeanne Gailly, fille de l'industriel et homme politique Gustave Gailly.
Alphonse Colle cofonde l'Union artistique des Ardennes avec Eugène Damas à Charleville en 1887.
Son Monument à Charles de Gonzague « à la gloire d'un prince très catholique », inauguré en 1899 à Charleville, crée une polémique au sein des milieux politiques et ouvriers qui jugent cet hommage à contre-courant, coûteux et saugrenu.
L'artiste est apprécié pour ses sujets gracieux inspirés de la statuaire du XVIIIe siècle (Femme au coussin, collection particulière ; Enfant au berceau, localisation inconnue), mais il réalise également des sujets  proches du réalisme social (Pendant la grève, groupe en plâtre, Salon de 1894 ; La Rentrée de l'usine, haut-relief, Salon de 1907).
Après la Première Guerre mondiale, ses principales réalisations sont des monuments aux morts, notamment ceux de Charleville (1923) et de Mézières (1927).

## Œuvres
France
- Charleville-Mézières :
  - Monument à Charles de Gonzague, 1899[4].
  - Monument aux morts de Charleville, 1923 ;
  - Monument aux morts de Mézières, 1927 ;
  - Monument à l'inspecteur général Carré, 1910, buste en bronze, envoyé à la fonte sous le régime de Vichy, dans le cadre de la mobilisation des métaux non ferreux[5] ; 
    - musée de l'Ardenne : Buste de Damas, 1891, plâtre.
    - square de la gare :
      - Les Lutteurs ou Combat de coqs, avant 1918, groupe en bronze, envoyé à la fonte par l'occupant allemand pendant la Première Guerre mondiale[6].
      - Monument à Arthur Rimbaud, 1927, buste en bronze, envoyé à la fonte sous le régime de Vichy, dans le cadre de la mobilisation des métaux non ferreux, remplacé en 1954 par un buste exécuté par Dumont d’après celui d’Alphonse Colle[7].
- Paris, cimetière du Père-Lachaise :
  - Aristide Vigneron, 1895, buste en bronze ;
  - Jeanne Hulin, 1923, médaillon en bronze.
- Rethel : Monument à Désiré Linard, 1900, bronze, envoyé à la fonte sous le régime de Vichy, dans le cadre de la mobilisation des métaux non ferreux[8].
- Trégarvan, musée de l'École rurale en Bretagne : L'Inspecteur général de l’enseignement primaire Irénée Carré, 1910, buste en plâtre[9].
- localisation inconnue :
  - Buste de François Clément Sauvage[réf. nécessaire];
  - Carmen, statuette en bronze (collection privée).

Œuvres d'Alphonse Colle
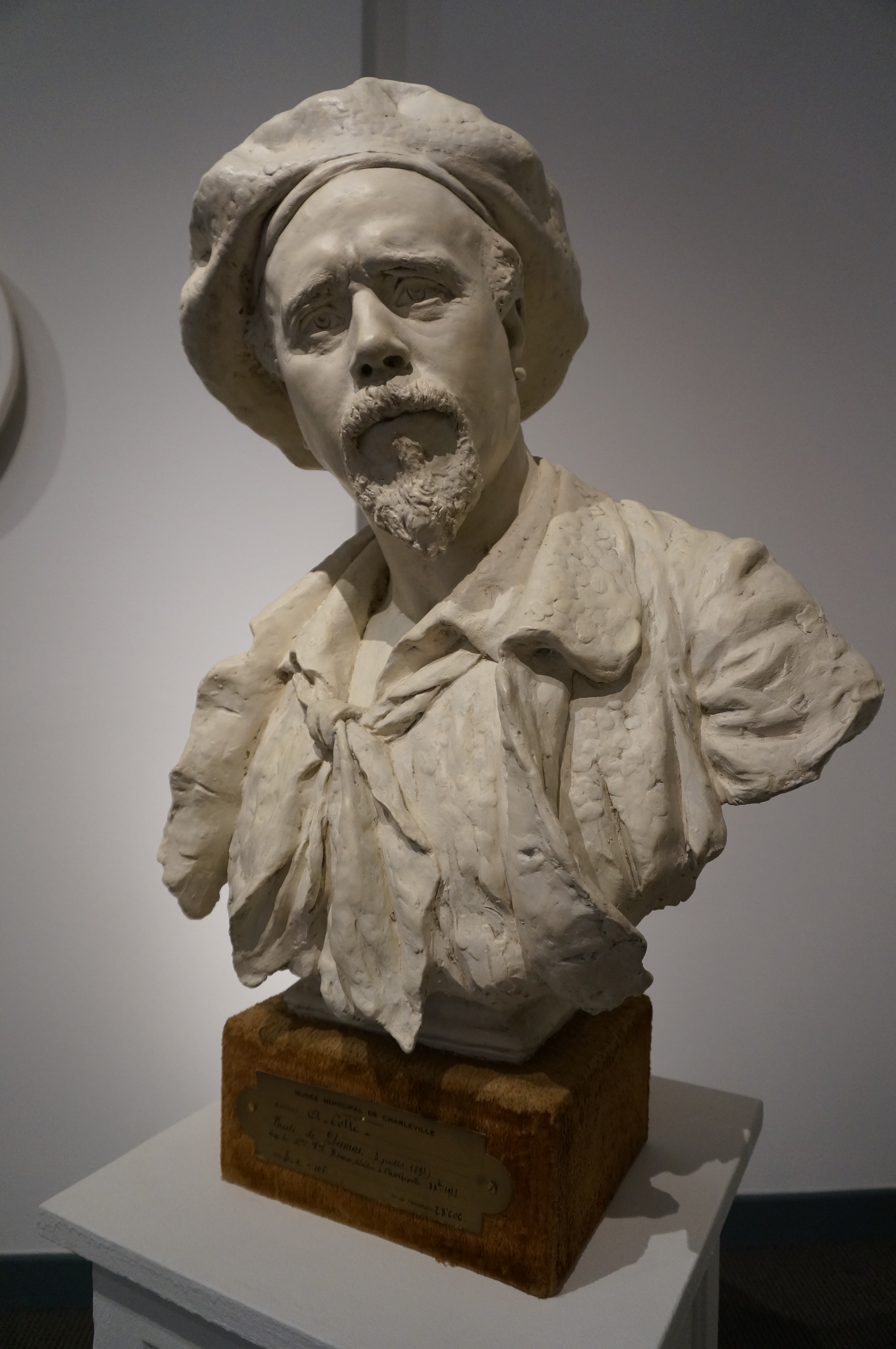
Buste de Damas (1891), Charleville-Mézières, musée de l'Ardenne.
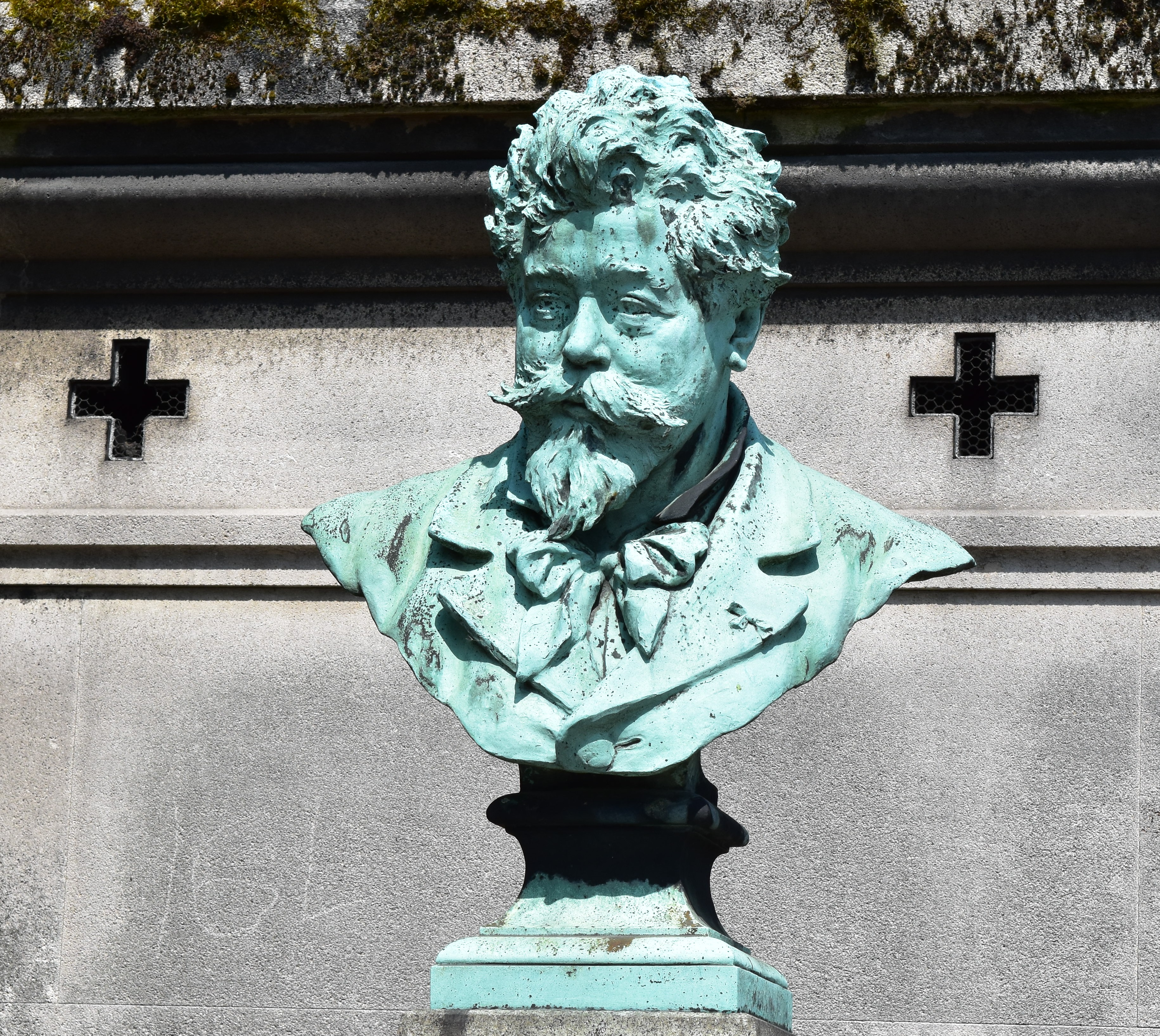
Aristide Vigneron (1895), Paris, cimetière du Père-Lachaise.
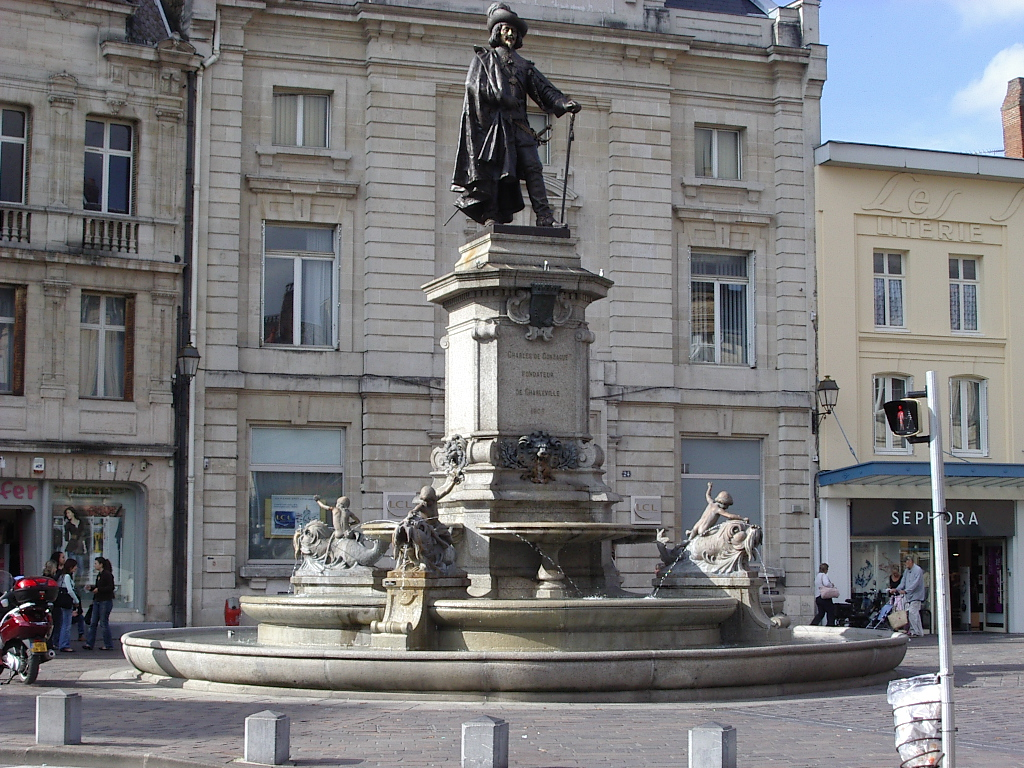
Monument à Charles de Gonzague (1899), Charleville-Mézières.
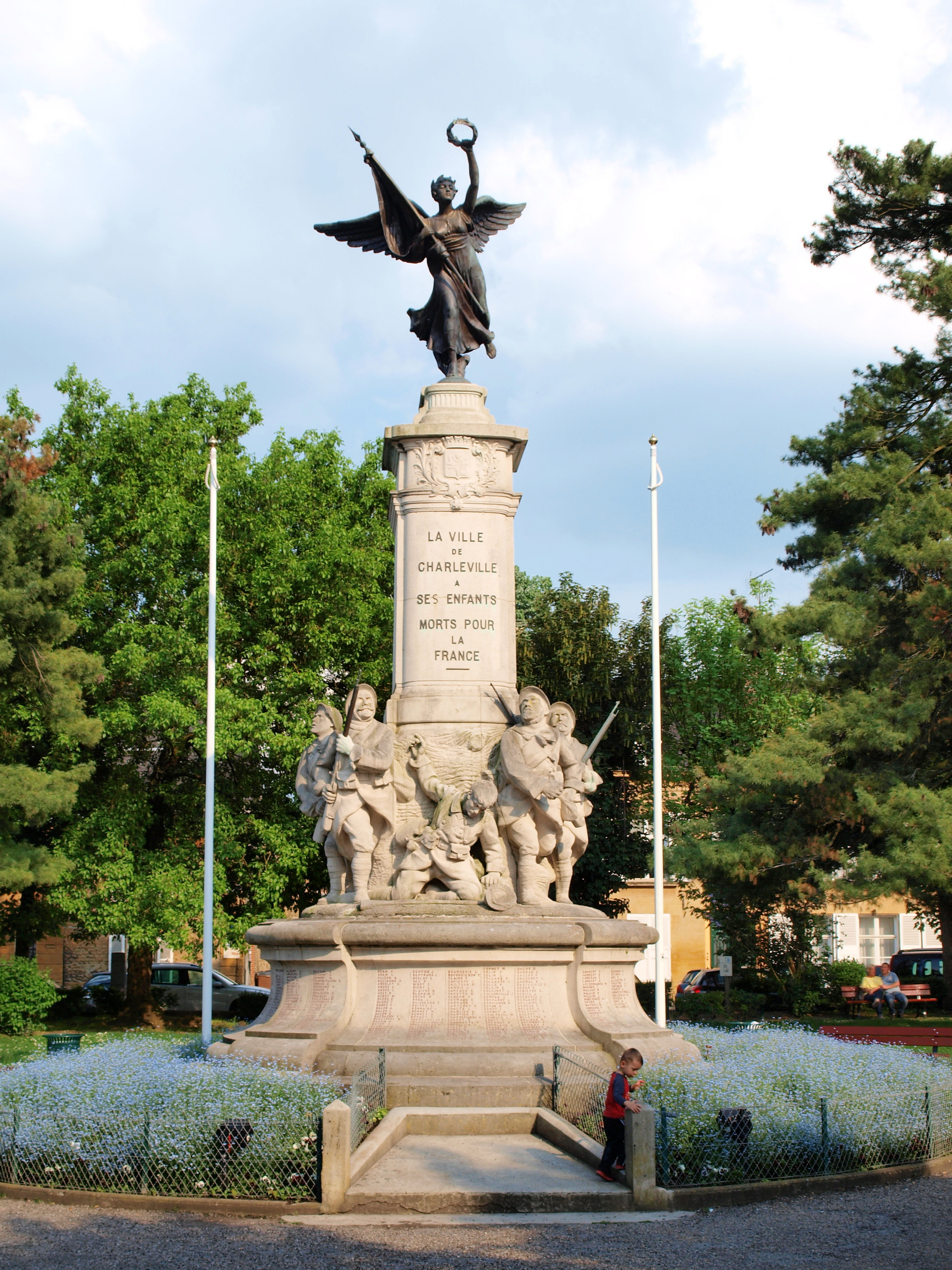
Monument aux morts de Charleville (1923), Charleville-Mézières.
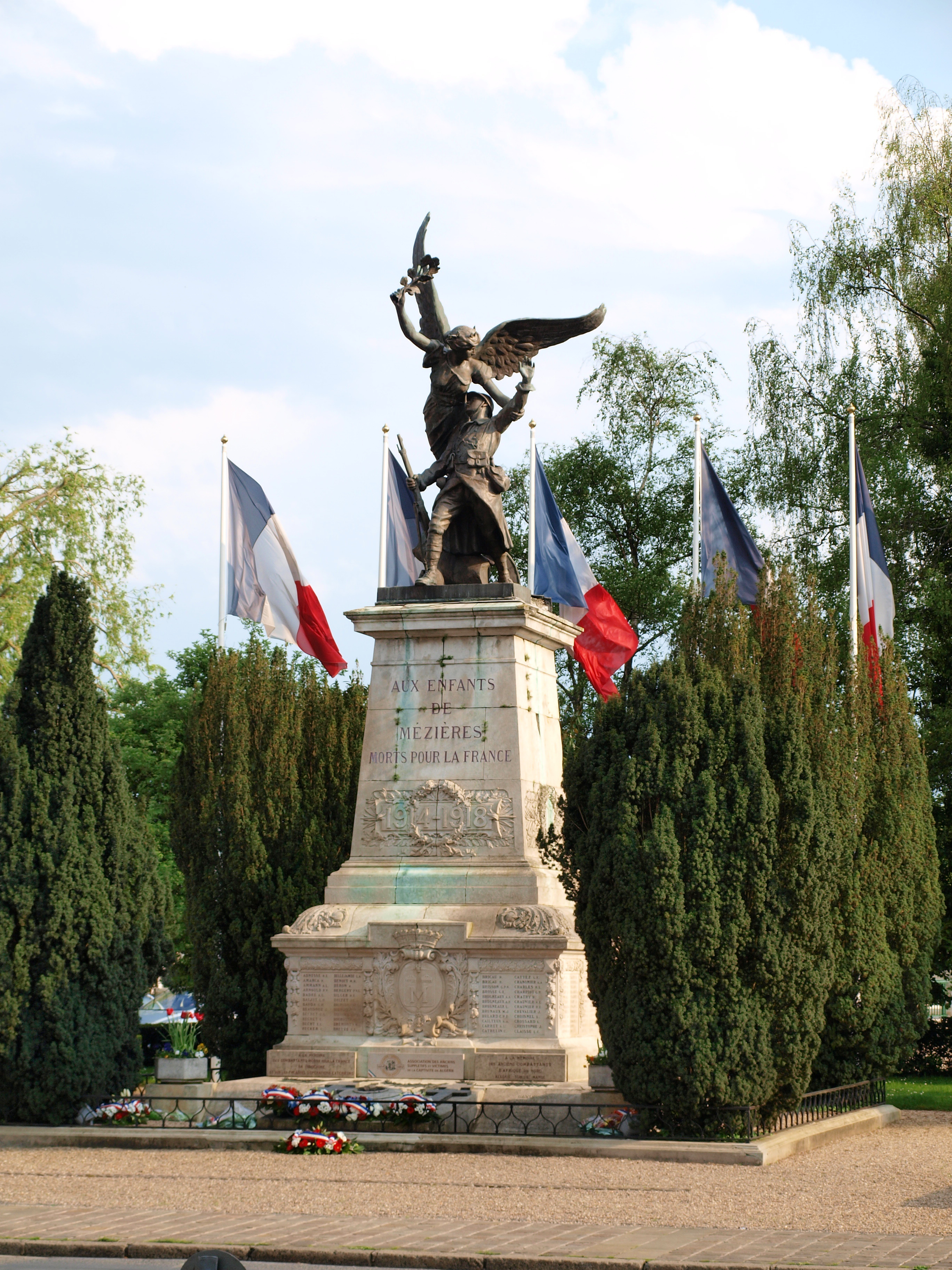
Monument aux morts de Mézières (1927), Charleville-Mézières.